# Arthur Charles Hind
Arthur Charles Hind (Delhi, 20 oktober 1904 - Melbourne, 20 november 1991) was een Indiaas hockeydoelman. 
Hind won met de Indiase ploeg de olympische gouden medaille in 1932. Hind weigerde tijdens de openingsceremonie een tulband te dragen, om die reden werd hij naar huis gestuurd, na het aanbieden van excuses mocht Hind blijven en spelen in de wedstrijd tegen de verenigde Staten. Hind was tijdens de spelen tweede doelman.

## Resultaten
- 1932  Olympische Zomerspelen in Los Angeles